# Censurados
Censurados („Die Zensierten“) war eine portugiesische Punk-Band aus der Lissabonner Stadtgemeinde Alvalade.

## Geschichte
Sie gründete sich 1988 im Alvalade-Viertel in Lissabon, im Umfeld der dortigen Punkszene. João Ribas war zuvor Sänger der Band Kú de Judas (dt.: Arsch des Judas), Orlando Cohen war Gitarrist bei Peste & Sida (dt.: Pest und Aids), und Samuel Palitos war mit Ribas zusammen in der Band NAM. Durch ihre enge Bindung an die Szene, vor allem aber durch ihre zahlreichen Konzerte, etwa im Rock Rendez-Vous, erregten sie Aufmerksamkeit. Ihre beiden ersten Alben erschienen bei El Tatu, dem Independent-Label des Xutos-&-Pontapés-Sängers Tim.
Der zunehmende Erfolg bewog die EMI / Valentim de Carvalho dazu, das dritte Album der Band 1993 herauszubringen. 1994 beteiligten sie sich am Tribut-Projekt für José Afonso. Textlich blieben sie bei ihren portugiesisch gesungenen Themen (massive Gesellschaftskritik, rauer Humor, Zwischenmenschliches), während sie musikalisch nun auch gelegentliche Einflüsse aus Heavy Metal und einigen Popmusik-Stilen zeigten. Zunehmende musikalische Differenzen, und die wirtschaftlichen Probleme der Bandmitglieder beim ausgebliebenen kommerziellen Erfolg der Band, bewirkten dann das Ende der Censurados 1994.
Die Bandmitglieder sind danach verschiedene Wege gegangen, die sich gelegentlich auch kreuzten. Sänger Ribas gründete 1995 die Band Tara Perdida (deutsch: „Keine Pfandrückgabe“), Orlando Cohen kehrte zu den neu formierten Peste & Sida zurück, Samuel spielte in verschiedenen Projekten und Bands in Lissabon und London, bevor er u. a. Schlagzeuger der Fado-Pop-Gruppe A Naifa wurde, und Fred nahm verschiedene Aufgaben für Peste & Sida und Xutos & Pontapés wahr, auch als Musiker, neben kleineren Musikprojekten.
Zum zwanzigsten Bühnenjubiläum der Xutos & Pontapés wurden ein Tribut-Album und besondere Konzerte organisiert, zu denen die Censurados sich wieder zusammentaten. Die wurde von ihren Mitgliedern dabei jedoch nicht explizit weitergeführt, trotz einiger seltenen Auftritten 1999 und der Veröffentlichung einer dieser Auftritte 2002. Die Band gilt seither als endgültig aufgelöst.

## Diskografie
- 1990: Censurados
- 1991: Confusão
- 1993: Sopa
- 2002: Ao Vivo (Liveaufnahme aus Coimbra 1999)